# Astragalus alpinus
Astragalus alpinus é uma espécie de planta com flor na família das leguminosas. Tem uma distribuição circumpolar, ocorrendo em todas as latitudes superiores do Hemisfério Norte.

## Distribuição
É comum na Eurásia. Na América do Norte, ocorre do Alasca à Terra Nova e até o sul de Nevada e Novo México.

## Descrição
Esta planta é variável na aparência. Em geral, é uma erva perene que cresce a partir de uma rede de raízes e rizomas encimada por um caudex subterrâneo. As raízes têm nódulos de fixação de nitrogênio. As hastes acima do solo têm até 30 cm (12 in) de comprimento e são em sua maioria decumbentes, formando um tapete. As folhas chegam a 15 cm (5.9 in)  de comprimento e são constituídos por vários pares de folíolos, cada um com até 2 cm (0.79 in)  longo. A inflorescência é um racemo de até 30 flores cada uma com cerca de1 cm (0.39 in)  longo.  As flores são roxas ou azuis. O fruto é uma vagem leguminosa de até 1.7 cm (0.67 in)  longo que contém sementes.

## Ecologia
Esta planta cresce em climas subalpinos e alpinos, geralmente em áreas úmidas, como bosques e prados ao redor de córregos e lagos. Também ocorre na tundra e outras áreas frias, secas e expostas. Ocorre em barras de cascalho e seixos. Às vezes é uma espécie pioneira, colonizando terras na fase primária da sucessão ecológica, como estradas e terras nuas reviradas durante as geadas. Observou-se que rebrotava precocemente em áreas recentemente queimadas no Parque Nacional de Grand Teton. Também cresce em áreas com vegetação.  As plantas que ocorrem em condições adversas são menores do que aquelas em locais mais favoráveis.
Esta espécie de planta fornece alimento para caribus, lebres do Ártico, grandes gansos da neve, pequenas borboletas azuis e ursos pardos.
Esta espécie pode ser dividida em duas variedades, var. alpinus ocorrendo no Ártico e var. brunetianus ocorrendo no nordeste da América do Norte em latitudes mais baixas.